# Piss Christ
«Piss Christ» — фотография американского художника и фотографа Андерса Серрано, сделанная в 1987 году. На ней изображено небольшое пластиковое распятие, погруженное в банку с мочой художника. Произведение стало победителем в номинации «Наглядное искусство» на конкурсе Юго-западного центра современного искусства, который частично спонсировался Национальным фондом искусств, агентством правительства США, которое обеспечивает поддержку и финансирование художественных проектов.
Работа вызвала много споров, основанных на утверждениях, что она богохульна. По поводу споров Серанно заявил: «Я не думал, что „Христос в моче“ привлечёт к себе такое внимание, ведь я не имел в виду ни богохульства, ни оскорбления. Я всю жизнь был католиком, так что я последователь Христа». Работа неоднократно подвергалась нападениям, и была серьёзно повреждена 17 апреля 2011 на выставке в Авиньоне.

## Описание
На фотографии изображено небольшое пластиковое распятие, погружённое в жидкость оранжевого цвета. Художник описал это вещество как свою собственную мочу в стакане. Так же к моче была подмешана кровь, предположительно, бычья. Фотография стала одной из серии «Погружение» (англ. Immersion), в которой статуэтки погружались в различные жидкости — молоко, кровь, мочу. Работа была создана два года спустя работы Серрано 1985 года «Кровавый крест». Полное название работы — «Погружение (Христос в моче)». Фотография представляет собой цибахромный отпечаток на глянцевой бумаге, размером 150 на 100 см. Цвета работы глубокие и насыщенные. Фон заполнен золотисто-розовой средой, и включает созвездие крошечных пузырьков. Если бы Серрано не уточнил, что это моча, и если бы в названии не упоминалась моча, зритель не обязательно смог бы отличить её от среды, имитирующей янтарь, например, полиуретан.
Серрано не приписывал «Христу в моче», и связанным с ним работам, явного политического содержания, и подчёркивал их неоднозначность. Он также сказал, что хотя эта работа не направлена на осуждение религии, она намекает на тенденцию коммерциализации и удешевления христианских икон. Впоследствии он недвусмысленно отверг утверждение о том, что его действия были богохульными, и заявил, что работа задумывалась как серьёзное произведение христианского искусства. Серанно сказал: «Работа символизирует то, как умер Христос: из него вытекала кровь, а также моча и дерьмо. Может быть, если „Христос в моче“ вас расстроит, то потому, что даёт некоторое представление о том, каким было распятие на самом деле… Я родился и вырос католиком и всю жизнь был христианином».

## Восприятие
В 1987 году работа Серрано «Христос в моче» была выставлена в галерее Stux в Нью-Йорке и получила положительные отзывы. Позднее, когда она была выставлена в 1989 году, работа вызвала скандал: недоброжелатели, включая сенаторов США Эла Д’Амато и Джесси Хелмса, возмутились тем, что Серрано получил 15 000 долларов и после ещё 5 000 долларов в 1986 году от Национального фонда искусств, финансируемого налогоплательщиками. Серрано получал угрозы смерти и письма, полные ненависти, а также лишился грантов из-за этой полемики. Другие утверждали, что государственное финансирование «Христа в моче» нарушает принцип отделения церкви от государства. Впоследствии, бюджет НФИ был сокращён.
Сестра Венди Бекетт, искусствовед и католическая монахиня, заявила в телевизионном интервью, что считает работу не богохульной, а высказыванием о том, «что мы делаем с Христом». Бекетт сказала, что у неё было искушение сказать, что «Христос в моче» может быть «искусством утешения», которое она определила как искусство, о котором легко иметь мнение и отреагировать на него. Она сказала: «…они нисколько не оспаривают. Девяносто процентов из них считают работу богохульством, а немногие, как я, думают: ну, может быть, это и не так. Возможно, это довольно неуклюжая попытка проповедовать о необходимости почитания Распятия. Не очень одарённый молодой человек, но он старается изо всех сил. […] Настоящее искусство предъявляет собственные требования».
Не смотря на противоречивое отношение, постепенно работа «Христос в моче» завоевала художественное признание, в том числе и в экуменической среде. Так в 2005 году она экспонировалась на выставке «Божественное тело».
14 октября 2022 года «Христос в моче» был продан на аукционе «Сотбис» в Лондоне за 130 000 фунтов стерлингов.
23 июня 2023 года Андрес Серрано вошёл в группу художников, приглашённых на встречу с Папой Франциском в Сикстинской капелле, в рамках попытки «расширить взаимодействие церкви с художниками» и провозгласить приверженность церкви поддержке искусства, которое служит «пробуждению, призыву к новой бдительности и новому сознанию» в вопросах социальной справедливости. Во время этой встречи Папа благословил Серрано и сделал ему одобрительный жест, подняв большой палец руки вверх. Серрано отметил: «Я был очень счастлив, что церковь понимает, что я христианский художник и не богохульник. Я просто художник».